# Lisaea heterocarpa
Lisaea heterocarpa är en flockblommig växtart som först beskrevs av Dc., och fick sitt nu gällande namn av Pierre Edmond Boissier. Lisaea heterocarpa ingår i släktet Lisaea och familjen flockblommiga växter. Inga underarter finns listade i Catalogue of Life.